# El Boixer
El Boixer, o lo Boixer, és una partida del terme municipal de la Torre de Cabdella, dins del seu terme primigeni, al Pallars Jussà.
Està situat al sud-oest del poble d'Astell, a la costa de la riba dreta del Flamisell.